# Levi-Civita-Körper
Der Levi-Civita-Körper ist ein Körper, der von Tullio Levi-Civita erfunden wurde. Die reellen Zahlen bzw. die komplexen Zahlen sind ein Unterkörper des Levi-Civita-Körpers. Der Levi-Civita-Körper findet Anwendung in der effizienten symbolischen Berechnung von Werten von höheren Ableitungen von Funktionen.

## Definition

### Grundmenge des Körpers
Die Grundmenge des Levi-Civita-Körpers sind alle Funktionen {\displaystyle x\colon \mathbb {Q} \to \mathbb {R} } (bzw. {\displaystyle x\colon \mathbb {Q} \to \mathbb {C} }), die einen linksendlichen Träger haben.

### Notation
- So wie die reellen Zahlen mit {\displaystyle \mathbb {R} } abgekürzt werden, kann man den Levi-Civita-Körper mit {\displaystyle {\mathcal {R}}} oder mit {\displaystyle {\mathcal {C}}} abkürzen, je nachdem, ob die Grundmenge aus reellen oder komplexen Funktionen besteht.
- Falls {\displaystyle x} im Levi-Civita-Körper ist und einen nichtleeren Träger hat, so bezeichnet man mit {\displaystyle \lambda (x)} das Minimum des Trägers, das wegen Linksendlichkeit existiert.
- Man schreibt für {\displaystyle x,y\in {\mathcal {R}}} bzw. {\displaystyle x,y\in {\mathcal {C}}} und {\displaystyle r\in \mathbb {Q} }, dass {\displaystyle x=_{r}y:\Leftrightarrow \forall q\in \mathbb {Q} ,q\leq r,x(q)=y(q)}.

### Addition
Die Addition von zwei Elementen der Grundmenge {\displaystyle x} und {\displaystyle y} wird folgendermaßen definiert:
{\displaystyle (x+y)(q):=x(q)+y(q)}
Das additive Inverse lautet wie folgt:
{\displaystyle (-x)(q):=-x(q)}
Das Nullelement lautet:
{\displaystyle 0(q):=0\in \mathbb {R} } bzw. {\displaystyle 0(q):=0\in \mathbb {C} }

### Multiplikation
Die Multiplikation von zwei Elementen der Grundmenge {\displaystyle x} und {\displaystyle y} wird folgendermaßen definiert:
{\displaystyle (x\cdot y)(q):=\sum _{q_{x},q_{y}\in \mathbb {Q}  \atop q=q_{x}+q_{y}}x(q_{x})\cdot y(q_{y})}

#### Einselement
Das Einselement des Levi-Civita-Körpers ist die Funktion
{\displaystyle 1(q)=\left\{{\begin{array}{ll}1&{\mbox{falls }}q=0\\0&{\mbox{sonst }}\end{array}}\right.}.

#### Multiplikatives Inverses
Wenn {\displaystyle z} ein Element des Levi-Civita-Körpers ist, so kann man ein multiplikatives Inverses wie folgt konstruieren:
Man wählt {\displaystyle {\tilde {z}}(q)=z(q-a)\cdot {\frac {1}{b}}}, wobei {\displaystyle a\in \mathbb {Q} } die kleinste Zahl mit {\displaystyle z(a)\neq 0} ist und {\displaystyle b=z(a)}. Wenn der Träger von {\displaystyle {\tilde {z}}} nur die 0 enthält, dann ist {\displaystyle ({\tilde {z}})^{-1}={\tilde {z}}}. Sonst ist {\displaystyle z=y+1} für ein {\displaystyle y} im Levi-Civita-Körper und man sucht erst nach einem {\displaystyle x} mit {\displaystyle (x+1)\cdot (y+1)=1}. Man definiert die Folge {\displaystyle (y_{i})_{i\in \mathbb {N} }} durch {\displaystyle y_{0}=y} und {\displaystyle y_{i+1}=-y\cdot y_{i}-y}. Dann erfüllt {\displaystyle x=\lim \limits _{n\to \infty }y_{n}} die gewünschte Eigenschaft. Dann ist {\displaystyle ({\tilde {z}})^{-1}=x+1}. Nun findet man das multiplikative Inverse von {\displaystyle z} durch {\displaystyle z^{-1}(q)={\tilde {z}}^{-1}(q+a)\cdot {\frac {1}{b}}}.

## Fixpunktsatz
Die obige Definition des multiplikativen Inversen ergibt sich aus dem Beweis des Fixpunktsatzes (siehe in der ersten Quelle), der garantiert, dass der Limes der Folge {\displaystyle (y_{i})_{i\in \mathbb {N} }} existiert und die gewünschte Eigenschaft erfüllt. Der Fixpunktsatz lautet wie folgt:
Sei {\displaystyle q_{M}\in \mathbb {Q} }. Sei {\displaystyle M\subset {\mathcal {R}}} bzw. {\displaystyle M\subset {\mathcal {C}}} die Menge der Elemente {\displaystyle x}, sodass {\displaystyle \lambda (x)\geq q_{M}}. Sei ferner {\displaystyle f\colon M\to {\mathcal {R}}} bzw. {\displaystyle f\colon M\to {\mathcal {C}}} eine Funktion mit den Eigenschaften
- {\displaystyle f(M)\subset M}
- {\displaystyle \exists k\in \mathbb {Q} ,k>0:\forall x_{1},x_{2}\in {\mathcal {R}}} (bzw. {\displaystyle x_{1},x_{2}\in {\mathcal {C}}}) {\displaystyle :\forall q\in \mathbb {Q} :x_{1}=_{q}x_{2}\Rightarrow f(x_{1})=_{q+k}f(x_{2})}

Dann existiert genau ein {\displaystyle x\in {\mathcal {R}}} bzw. {\displaystyle x\in {\mathcal {C}}}, sodass:
{\displaystyle x=f(x)}

## Einbettung der reellen bzw. komplexen Zahlen
Um die reellen bzw. komplexen Zahlen in den Levi-Civita-Körper einzubetten, bedient man sich folgender Funktion:
{\displaystyle \Pi \colon \mathbb {R} \to {\mathcal {R}}} bzw. {\displaystyle \Pi \colon \mathbb {C} \to {\mathcal {C}}}
{\displaystyle \Pi (x)(q)=\left\{{\begin{array}{ll}x&{\mbox{falls }}q=0\\0&{\mbox{sonst }}\end{array}}\right.}.
Hierbei wird das Einselement von {\displaystyle \mathbb {R} } bzw. {\displaystyle \mathbb {C} } auf das Einselement von {\displaystyle {\mathcal {R}}} bzw. {\displaystyle {\mathcal {C}}} abgebildet. Ferner ist {\displaystyle \Pi } ein Homomorphismus bezüglich der Addition und der Multiplikation. Daher können die reellen und komplexen Zahlen als Unterkörper des Levi-Civita-Körpers angesehen werden.

## Ordnung des reellen Levi-Civita-Körpers
Seien {\displaystyle x,y\in {\mathcal {R}}}. Man sagt {\displaystyle x>y}, wenn {\displaystyle x-y\neq 0} und {\displaystyle (x-y)(\lambda (x-y))>0}. Dadurch wird der Levi-Civita-Körper der reellen Funktionen zu einem geordneten Körper.
Mit dieser Ordnung ist zum Beispiel die Zahl
{\displaystyle d(q)=\left\{{\begin{array}{ll}1&{\mbox{falls }}q=1\\0&{\mbox{sonst }}\end{array}}\right.}
kleiner als jede positive reelle Zahl.
Das Archimedische Axiom ist für den Levi-Civita-Körper nicht erfüllt. Beispielsweise gilt {\displaystyle \forall n\in \mathbb {N} \colon \epsilon \in \mathbb {R} _{+}\Rightarrow n\cdot d<\epsilon }.

## Wurzeln
Bezüglich der oben definierten Multiplikation hat jedes {\displaystyle y\in {\mathcal {C}}} immer genau {\displaystyle n} verschiedene {\displaystyle n}-te Wurzeln.
Für ein {\displaystyle x\in {\mathcal {R}}} existieren die folgenden Anzahlen von {\displaystyle n}-ten Wurzeln von {\displaystyle x}:
|           | n ungerade | n gerade |
| x negativ | 1          | 0        |
| x positiv | 1          | 2        |
| x null    | 1          | 1        |
| --------- | ---------- | -------- |

## Betrag

### Levi-Civita-Körper der reellen Funktionen
Sei {\displaystyle x\in {\mathcal {R}}}. Der Betrag von x ist definiert durch:
{\displaystyle |x|:=\left\{{\begin{array}{ll}-x&{\mbox{falls }}x<0\\x&{\mbox{sonst }}\end{array}}\right.}

### Levi-Civita-Körper der komplexen Funktionen
Sei {\displaystyle x\in {\mathcal {C}},x=a+ib}, wobei {\displaystyle i} die imaginäre Zahl ist. Der Betrag von x ist definiert durch:
{\displaystyle |x|:={\sqrt {a^{2}+b^{2}}}}
Hierbei ist die Wurzel bezüglich der oben definierten Multiplikation des Levi-Civita-Körpers gemeint.

### Halbnorm
Sei {\displaystyle r\in \mathbb {Q} }. Dann kann man die folgende Halbnorm auf dem Levi-Civita-Körper definieren:
{\displaystyle \|x\|_{r}=\sup _{q\leq r}|x(q)|},
wobei {\displaystyle |\cdot |} der Betrag der reellen bzw. komplexen Zahlen ist.

## Topologien

### Ordnungstopologie
Sei {\displaystyle M\subset {\mathcal {R}}} bzw. {\displaystyle M\subset {\mathcal {C}}}. Sei
{\displaystyle O(x_{0},\epsilon ):=\{x\in {\mathcal {R}}:|x-x_{0}|<\epsilon \}} bzw. {\displaystyle O(x_{0},\epsilon ):=\{x\in {\mathcal {C}}:|x-x_{0}|<\epsilon \}}.
Für die Ordnungstopologie definiert man als offene Menge, sofern
{\displaystyle \forall x_{0}\in M:\exists \epsilon >0:O(x_{0},\epsilon )\subset M}.
Diese Topologie hat die folgenden Eigenschaften:
- Sie macht {\displaystyle {\mathcal {R}}} und {\displaystyle {\mathcal {C}}} zu nichtzusammenhängenden Hausdorff-Räumen.
- Mit dieser Definition von offenen Mengen sind {\displaystyle {\mathcal {R}}} und {\displaystyle {\mathcal {C}}} keine lokalkompakten Räume.
- Auf {\displaystyle \mathbb {R} } stimmt diese Topologie von {\displaystyle {\mathcal {R}}} mit der diskreten Topologie überein.

### Halbnormtopologie
Sei {\displaystyle \|\cdot \|_{r}} die Halbnorm des Levi-Civita-Körpers. Sei {\displaystyle M\subset {\mathcal {R}}} bzw. {\displaystyle M\subset {\mathcal {C}}}. Sei
{\displaystyle S(x_{0},\epsilon ):=\{x\in {\mathcal {R}}:\|x-x_{0}\|_{1/\epsilon }<\epsilon \}}.
Für die Halbnormtopologie definiert man M als offene Menge, sofern
{\displaystyle \forall x_{0}\in M:\exists \epsilon >0:S(x_{0},\epsilon )\subset M}.
Diese Topologie hat die folgenden Eigenschaften:
- Sie macht {\displaystyle {\mathcal {R}}} und {\displaystyle {\mathcal {C}}} zu Hausdorff-Räumen mit abzählbaren Basen.
- Die durch sie definierte Topologie ist eingeschränkt auf die reellen bzw. komplexen Zahlen die Standardtopologie.

## Derivation
Man kann auf dem Levi-Civita-Körper eine Derivation {\displaystyle \partial } definieren:
{\displaystyle (\partial x)(q):=(q+1)x(q+1)}
Für diese Derivation gilt:
- {\displaystyle \partial 0=0}
- {\displaystyle \forall x\in {\mathcal {R}},x\neq 0:\lambda (\partial x)=\lambda (x)-1}

## Anwendungen
Der Levi-Civita-Körper ermöglicht die effiziente Berechnung höherer Ableitungen von Funktionen wie zum Beispiel
{\displaystyle x\mapsto {\frac {\sin(x^{3}+2x+1)+{\frac {3+\cos(\sin(\ln |1+x|))}{\exp(\tanh(\sinh(\cosh({\frac {\sin(\cos(\tan(\exp(x))))}{\cos(\sin(\exp(\tan(x+2))))}}))))}}}{2+\sin(\sinh(\cos(\tan ^{-1}(\ln(\exp(x)+x^{2}+3)))))}}}.
Es gibt ein auf dem Levi-Civita-Körper basierendes Programm, welches den Wert der 19. Ableitung dieser Funktion an der Stelle 0 innerhalb von weniger als einer Sekunde berechnet. Mathematica benötigt hingegen zur Berechnung des Wertes der 6. Ableitung dieser Funktion an der Stelle 0 mehr als 6 Minuten.